# Comuna Karabînivka, Pavlohrad
Karabînivka (în ucraineană Карабинівка) este o comună în raionul Pavlohrad, regiunea Dnipropetrovsk, Ucraina, formată din satele Karabînivka (reședința), Lîmanske, Mineralni Vodî și Novooleksandrivske.

## Demografie
Componența lingvistică a satului Karabînivka
     Ucraineană (92,74%)
     Rusă (5,09%)
     Alte limbi (0,21%)
Conform recensământului din 2001, majoritatea populației satului Karabînivka era vorbitoare de ucraineană (92,74%), existând în minoritate și vorbitori de rusă (5,09%) și armeană (1,7%).